# Pyhäjärvi, Norrbotten
Pyhäjärvi är en sjö i Övertorneå kommun i Norrbotten och ingår i Torneälvens huvudavrinningsområde. Sjön har en area på 2,05 kvadratkilometer och ligger 156,2 meter över havet. Sjön avvattnas av vattendraget Juojoki.

## Delavrinningsområde
Pyhäjärvi ingår i det delavrinningsområde (741480-184510) som SMHI kallar för Utloppet av Pyhäjärvi. Medelhöjden är 217 meter över havet och ytan är 25,14 kvadratkilometer. Det finns inga avrinningsområden uppströms utan avrinningsområdet är högsta punkten. Juojoki som avvattnar avrinningsområdet har biflödesordning 3, vilket innebär att vattnet flödar genom totalt 3 vattendrag innan det når havet efter 110 kilometer. Avrinningsområdet består mestadels av skog (79 procent). Avrinningsområdet har 2,27 kvadratkilometer vattenytor vilket ger det en sjöprocent på 9 procent.